# Deconstructing Classics
Deconstructing Classics è il terzo album del gruppo italiano di musica progressive Algebra, pubblicato nel 2019.

## Descrizione
Si tratta di un doppio cd contenente un totale di 26 brani. Il primo è aperto dall'unica nuova registrazione, una cover de La cura di Franco Battiato con due ospiti: Steve Hackett (chitarra solista) e Anthony Phillips (chitarra a 12 corde e clavicembalo).
Di questa canzone è stato realizzato anche un videoclip (Algebra featuring Steve Hackett & Anthony Phillips), diretto da Tim Ray Bernould.
I restanti 11 brani erano già stati pubblicati in compilation di artisti vari edite tra il 1995 e il 2014, per la prima volta raccolte tutte assieme.
Completamente inedito il cd 2, che raccoglie brani per tributi di artisti vari mai pubblicati (oppure editi solo digitalmente), demo, prove in studio ed esibizioni dal vivo, andando a ritroso fino al 1983. Il cd 2 contiene inoltre un inedito scritto e suonato da Anthony Phillips.
L'immagine di copertina è curata da Angéla e Maurizio Vicedomini, autori di numerose copertine di album di Steve Hackett.

## Tracce
- CD 1 (77'30")

1. La cura (Battiato/Sgalambro) 5’26”
2. Dusk (Banks/Gabriel/Phillips/Rutherford) 6’37”
3. Song Within A Song (Latimer/Bardens) 8’19”
4. Funny Ways (Shulman/ Shulman/Shulman/Minnear) 5’40”
5. Felona e Sorona (Pagliuca/Tagliapietra) 13’30”
6. Take A Pebble (Lake) 7’25”
7. Old Rottenhat (Wyatt) 9’41”
8. Up To Me (Anderson) 4’32”
9. Dear Diary (Thomas) 3’05”
10. Qué Hacer (Cortázar/Miguel/Cortázar) 3’52”
11. This Train Is My Life (Hogarth/Kelly/Mosley/Rothery/Trewavas) 4’22”
12. Sleepers (Hackett/King/Lehmann/Clabburn) 5’03”

- CD 2 (76’00”)

1. Strangers In Space (Brooker/Reid) 6’04”
2. Hallelujah Joe (Romani) 4’25”
3. Goodbye Baby Blue (Wilson) 4’39”
4. God If I Saw Her Now (Phillips) 5’34”
5. The Lobster (Hutchings/Thompson) 3’51”
6. Straight (Ciani/Giammetti/Pastore/Polcino) 3’18”
7. Ripples live rehearsal (Banks/Rutherford) 7’34”
8. Up To Me live rehearsal (Anderson) 3’38”
9. Il crepuscolo (Phillips) 1’19”
10. Dusk live (Banks/Gabriel/Phillips/Rutherford) 6’25”
11. Russian Suite live (Giammetti/Pastore/Silvestri) 12’02”
12. Open Door live (Rutherford) 6’15”
13. The Clouds Are Always Present (Pastore) 6’56”
14. Il muro (Pastore) 3’59”

## Formazione
- Mario Giammetti – voce, chitarre acustiche ed elettriche, basso, batteria su The Clouds Are Always Present
- Rino Pastore – tastiere, voce recitata, voce solista su The Clouds Are Always Present
- Maria Giammetti - sax, flauto, caisa, voce su God If I Saw Her Now e Ripples, cori su Old Rottenhat e Sleepers
- Roberto Polcino - tastiere, fisarmonica
- Franco Ciani - batteria, percussioni
- Salvatore Silvestri  - batteria, percussioni su Dusk, Song Within A Song, Funny Ways, Dusk live, Russian Suite live, Open Door live, Il muro

Ospiti:
- Steve Hackett: chitarra su La cura
- Anthony Phillips: chitarra a 12 corde e clavicembalo su La cura, chitarra a 12 corde su Il crepuscolo
- Luca Ciani: basso e contrabbasso su La cura e Goodbye Baby Blue, contrabbasso su Strangers In Space
- Gabriele Ciani: batteria su La cura, vibrafono su Strangers In Space
- Carmine Ielardi: basso su Il muro
- Enzo Del Basso: batteria su Felona e Sorona
- Enrico Falbo: viola su Sleepers
- Simone Giammetti: growl su Sleepers
- Marilina D'Agostino: cori su The Clouds Are Always Present